# Stadt der Illusionen
Stadt der Illusionen (Originaltitel: The Bad and the Beautiful) ist ein US-amerikanisches Filmdrama von Regisseur Vincente Minnelli aus dem Jahr 1952.

## Handlung
Nach langer Zeit treffen drei Menschen im Büro des Hollywood-Produzenten Harry Pebbel wieder zusammen: die Schauspielerin Georgia Lorrison, der Regisseur Fred Amiel und der Drehbuchautor James Lee Bartlow. Pebbels langjähriger Geschäftspartner, der legendäre Produzent Jonathan Shields, möchte unbedingt mit den dreien einen Film produzieren. Nahezu bankrott sitzt er in Europa und braucht nun Geld, um sich vor der Pleite zu retten. Die drei Protagonisten kennen Shields von früher und jeder von ihnen hat auf seine Weise schlechte Erfahrungen mit ihm gemacht. Während sie auf einen Anruf von Shields warten, erzählen sie sich gegenseitig ihre Erfahrungen mit Shields.
Fred Amiel lernte Jonathan in den 1930er-Jahren kennen, als er bezahlter Gast auf der Beerdigung von Jonathans Vater war – einem unbeliebten, im finanziellen Ruin verstorbenen Filmproduzenten. Obgleich Jonathans Beziehung zu seinem Vater unglücklich war, möchte dieser den Namen Shields in Hollywood wieder groß machen. Fred und Jonathan befreunden sich und planen eine gemeinsame Karriere. Bei einem Pokerspiel mit dem Filmproduzenten Pebbel verliert Jonathan extra Geld, das er nicht besitzt, damit er Pebbel davon überzeugen kann, ihn als Produzenten anzustellen und seine Schulden abbezahlen zu lassen. In den folgenden Jahren produziert Jonathan für Pebbel viele B-Movies, während Fred bei diesen als Regisseur sein Handwerk lernt. Da Fred sich in der Verhandlerrolle unwohl fühlt, spricht Shields stets für die beiden. Als eines der B-Movies ein Überraschungserfolg wird, schlägt Fred seinem Freund ein langjähriges persönliches Wunschprojekt vor, das allerdings ein höheres Budget verlangt. Jonathan kann das Projekt erfolgreich bei Pebbel durchsetzen und mit Victor Ribera einen anerkannten Star dafür gewinnen. Er hintergeht allerdings Amiel, indem er statt diesem einen bereits berühmten Filmemacher für die Regie verpflichtet. Der Film wird ein Erfolg und Shields eröffnet sein eigenes Produktionsstudio. Trotz der Zurücksetzung wird Amiel in den folgenden Jahren selbst ein oscarprämierter Regisseur.
Einige Jahre später lernt Jonathan die alkoholkranke Kleindarstellerin Georgia Lorrison kennen, die Tochter eines verstorbenen Stummfilmstars, den er verehrte. Jonathan hält sie für die perfekte Besetzung für die Hauptrolle seines nächsten Filmes und setzt sie gegen alle Widerstände durch. Ein Problem ist allerdings Georgias mangelndes Selbstvertrauen, und auch dass sie sich in Jonathan verliebt hat. Da er keine Liebe für sie empfindet, täuscht er diese vor, damit sie an Selbstvertrauen gewinnt und sie erfolgreich die Dreharbeiten durchsteht. Nach der Premiere wird Georgia über Nacht zu einem gefeierten Star, nur Jonathan ist auf der Feier abwesend. Sie sucht Jonathan in seiner Villa auf und findet ihn in Gegenwart einer Affäre, der Schauspielerin Lila. Jonathan erklärt Georgia, dass er kein Interesse an einer Beziehung zu ihr habe und sie mit seinen Liebesversprechen nur zum Durchhalten bringen wollte. Georgia kündigt ihren Vertrag mit Jonathans Studio. Statt auf Vertragsbruch zu klagen, lässt er sie zu anderen Filmstudios ziehen, wo sie in den folgenden Jahren zu einem der größten Hollywood-Stars wird.
Ende der 1940er-Jahre ist James Lee Bartlow ein College-Professor in einer Kleinstadt in den Südstaaten, der überraschend einen Bestseller geschrieben hat. Shields hat die Verfilmungsrechte gekauft und möchte, dass Bartlow selbst das Drehbuch verfasst. Bartlow ist an dem Angebot und dem damit verbundenen Leben in der Filmmetropole nicht interessiert, doch er gibt den Wünschen seiner Ehefrau Rosemary nach, die unbedingt nach Hollywood möchte. Rosemary geht ganz im oberflächlichen Gesellschaftsleben Hollywoods auf, doch lenkt sie ihren Ehemann dabei von dessen Arbeit ab. Jonathan arrangiert, dass sein Freund Victor Ribera einige Tage mit Rosemary in Mexiko verbringt, um sie dort beschäftigt zu halten. In dieser Zeit arbeiten Bartlow und Shields produktiv am Drehbuch. Allerdings versterben Rosemary und Ribera während ihrer Reise bei einem Flugzeugabsturz. Als Bartlow später herausfindet, dass Shields die tödliche Affäre zwischen Rosemary und Ribera in die Wege geleitet hat, zerbricht die Freundschaft. Später schreibt Bartlow einen erfolgreichen Roman mit einer an Rosemary angelehnten Hauptfigur (was Shields ihm einmal vorgeschlagen hatte), der ihm herausragende Kritiken und den Pulitzer-Preis einbringt.
Bei den Dreharbeiten der Verfilmung von Bartlows Roman hat der zunehmend eigenwillige Shields den erfahrenen Regisseur entlassen und selbst den Regiestuhl übernommen. Im Nachhinein zeigt der Perfektionist sich allerdings unzufrieden mit seiner eigenen Regieleistung und möchte den Film am liebsten gar nicht in die Kinos kommen lassen. Das bedeutet allerdings für ihn den finanziellen Ruin, denn die Produktion hat Unsummen verschlungen.
Schließlich endet der Film wieder im Büro von Harry Pebbel, der Lorrison, Bartlow und Amiel daran erinnert, dass sie – obwohl Shields sie benutzte und hinterging – auch dank diesem heute erfolgreicher als je zuvor seien. Schließlich kommt Shields Anruf aus Europa durch, doch alle drei lehnen eine weitere Zusammenarbeit ab und verlassen das Büro. Beim Herausgehen bleiben die drei allerdings an einem Zweittelefon stehen und hören heimlich mit erkennbar zunehmendem Interesse zu, wie Pebbel und Shields über das geplante neue Filmprojekt sprechen.

## Hintergrund
Laut Filmhistorikern lassen sich mehr oder weniger deutliche Vorbilder für einige der Figuren und Filme erkennen:
- Der Produzent Shields ist am deutlichsten dem realen Produzenten David O. Selznick nachempfunden. David Selznick, Sohn des in Hollywood tief gefallenen Stummfilmregisseurs und -produzenten Lewis J. Selznick, galt als kreativer Produzent, der bis in kleinste Details seine Produktionen kontrollieren wollte und in seinem Ehrgeiz seine Mitarbeiter oft an ihre Grenzen trieb.[1] Nach seinem Welterfolg Vom Winde verweht waren Selznicks Produktionen aufgrund von dessen Perfektionismus und den damit verbundenen hohen Produktionskosten nur noch teilweise erfolgreich. Auch Darryl F. Zanuck, Orson Welles und Val Lewton gelten als weitere Vorbilder für Shields.[2][3]
- Georgia, die Tochter eines gefallenen Stars, wurde wahrscheinlich durch Diana Barrymore inspiriert, die Tochter der 1942 verstorbenen Theater- und Filmlegende John Barrymore.[4] Sowohl Tochter als auch Vater Barrymore zerbrachen an Alkoholproblemen.
- Für die Figur von James Lee Bartlow, dem intellektuellen Schriftsteller aus den Südstaaten, diente womöglich Literaturnobelpreisträger William Faulkner als ein Vorbild.[5] Faulkner hatte vor allem aus monetären Gründen seit den 1930er-Jahren an vielen Hollywood-Drehbüchern gearbeitet. Ein weiteres Vorbild mit ähnlicher Karriere wie Bartlow war Paul Green, der vom Dozenten und Schriftsteller zum Hollywood-Drehbuchautor wurde.
- Gilbert Rolands Figur Victor Ribera gilt teilweise als Selbstparodie, mit der Roland das Image von ihm und anderen sogenannten „Latin Lovers“ der Hollywood-Geschichte (wie Rudolph Valentino, Ramón Novarro oder Ricardo Montalbán) aufs Korn nahm.[6]
- Der Shields-Amiel-Film Doom of the Cat Men ist eindeutig von Katzenmenschen inspiriert, einem innovativen B-Movie-Horrorfilm von RKO Radio Pictures.[7]
- Der anspruchsvolle britische Regisseur Henry Whitfield gilt als von Alfred Hitchcock beeinflusst, mit dem Selznick in den 1940er-Jahren mehrfach gearbeitet hatte. Gespielt wird Whitfield von Leo G. Carroll, einem bevorzugten Darsteller Hitchcocks.
- Die Figur des deutschsprachigen, erfahrenen Regisseurs Von Ellstein knüpft schon namentlich an Regisseure wie Erich von Stroheim oder Josef von Sternberg an.[8]

In Deutschland lief der Film am 1. September 1953 in den Kinos an.

## Kritik
Der film-dienst bezeichnete den Film als „elegant inszenierte und psychologisch stimmige Unterhaltung“. Der Film erlaube „einen kritischen Blick hinter die glamouröse Fassade der Filmwelt“.

## Auszeichnungen
Bei der Oscarverleihung 1953 erhielt The Bad and the Beautiful insgesamt fünf Oscars, nämlich in den Kategorien Beste Nebendarstellerin (Gloria Grahame), Bestes adaptiertes Drehbuch (Charles Schnee), Beste Kamera (Robert Surtees), Bestes Szenenbild (Edwin B. Willis und F. Keogh Gleason) sowie Beste Kostüme (Helen Rose). Eine weitere Nominierung für Kirk Douglas als Bester Hauptdarsteller. The Bad and the Beautiful hält bis heute den Rekord an gewonnenen Oscars (fünf), ohne in der Hauptkategorie „Bester Film“ nominiert worden zu sein.
2002 erfolgte die Aufnahme des Filmes in das National Film Registry.

## Deutsche Fassung
Die deutsche Synchronfassung entstand im MGM Synchronisations-Atelier Berlin.
| Rolle             | Darsteller     | Synchronsprecher      |
| ----------------- | -------------- | --------------------- |
| Jonathan Shields  | Kirk Douglas   | Carl Raddatz          |
| Georgia Lorrison  | Lana Turner    | Eleonore Noelle       |
| James Lee Bartlow | Dick Powell    | Hans Nielsen          |
| Harry Pebbel      | Walter Pidgeon | Siegfried Schürenberg |
| Fred Amiel        | Barry Sullivan | Friedrich Joloff      |
| Lila              | Elaine Stewart | Marion Degler         |